# Kishen Bholasing
Kishen Bholasing (3 de agosto de 1984 - 12 de abril de 2020) fue un cantante y percusionista holandés surinamés.

## Biografía
Bholasing ha sido llamado uno de los mejores intérpretes del Baithak Gana de su época. Interpretó al Dholak y fue cantante principal en la formación Kishen & Friends. Ha actuado en los Países Bajos y Surinam, durante eventos como Holi y eventos deportivos de la Federación de Lucha Surinamesa.

## Vida personal
Varios de los miembros de la familia de Bholasing también eran conocidos por hacer música baithakgana, incluido su padre Angad Bholasing, su madre Rosie Bholasing-Jiboth y su tía Motimala Bholasing.
Tenía una esposa y dos hijos.

## Muerte
Alrededor del 24 de marzo de 2020, se anunció que estaba infectado con COVID-19. El 12 de abril murió en el Centro Médico Académico en Ámsterdam, Países Bajos, debido a las consecuencias de la enfermedad, a la edad de 35 años.